# Сукупира (древесина)
Сукупира произрастает в Южной Америке, преимущественно в Бразилии, Колумбии, Венесуэле.

## Названия
Bowdichia nitida (бот.), семейство Fabaceae (Бобовые); Sucupira (лат.). Специалисты по древесиноведению насчитывают около десяти разновидностей сукупиры, часть из которых имеет ботаническое наименование Diplotropio purpurea.
Международный код: BWNT.

## Характеристика древесины
Зрелая древесина имеет красивые красновато-коричневые тона с вкраплением светлых или желтоватых узких прожилок и характерной, легко узнаваемой текстурой. Она очень декоративна и вместе с тем практична. Древесина сукупиры прочная, содержит маслянистые вещества, не повреждается вредителями и древесными грибками. Обрабатывается относительно тяжело, но хорошо шлифуется и полируется.
Плотность: 700—850 кг/м³. 

Твердость по Бринеллю: 4,1—4,5.

## Применение
Древесина сукупиры находит широкое применение в строительстве, в том числе и при эксплуатации вне помещений. Применяется для устройства паркетных полов.